# Аль-Хартум (футбольный клуб)
«Аль Хартум» (الخرطوم , Al-Khartoum) — футбольный клуб из Судана, базирующийся в Хартуме. Домашние матчи проводит на стадионе Хартум вмещающем 33 500 человек.

## История[1]
Клуб был основан в 1972 году путём слияния двух клубов Аль-Иттихад (созданный в 1956 году) и Динамо (созданный в 1957 году). Клуб был основан не только как футбольная команда, включая в себя разные виды спорта. Целью было создание спортивного центра для всех людей проживающих в Хартуме. 
 Клуб ни разу не выигрывал чемпионат Судана, и возможность поучаствовать в международных соревнованиях ему выпало в 2003 году, в кубке КАФ. Самым успешным участием можно считать 3-й раунд в Кубке Конфедерации КАФ 2011 года, хотя при этом стоит отметить что клуб начал со второго раунда где ему предстояло играть с Ливийским Аль Насром которому из-за ситуаций в стране весной 2011 года пришлось отказаться от участия в турнире с этой стадии. 
Клуб известен также под названием Хартум 3, число 3 из которого означает три слова — Союз, Система и Работа (الاتحاد ،النظام والعمل). Данная формулировка являлась лозунгом при обретении независимости Суданом.